# Rhacophorus hui
Rhacophorus hui är en groddjursart som beskrevs av Liu 1945. Rhacophorus hui ingår i släktet Rhacophorus och familjen trädgrodor. IUCN kategoriserar arten globalt som nära hotad. Inga underarter finns listade i Catalogue of Life.